# Megachile panda
Megachile panda är en biart som beskrevs av Cockerell 1931. Megachile panda ingår i släktet tapetserarbin, och familjen buksamlarbin. Inga underarter finns listade i Catalogue of Life.